# Villana de' Botti
Villana de Boti (Florença, 1332 — Florença, 29 de janeiro de 1360) foi uma religiosa italiana.Era filha de Andrea di Lapo de' Botti (também de’Bothi ou delle Botte), um mercador de Florença.
Aos treze anos fugiu de casa para entrar num convento, mas a sua tentativa foi frustrada pela família e teve de regressar para casa. Como forma de evitar a repetição desse episódio, a sua família deu-a em casamento a Rosso di Piero Benintendi (+1391) em 1351.Após o casamento viveu aparentemente de modo totalmente diferente, apreciando a vida mundana e os prazeres da sociedade. Depois de alguns anos converteu-se novamente, supostamente após ver sua imagem no espelho se distorcer virando um demônio e entrou na Ordem Terceira de São Domingos.
Continuando a cumprir os seus deveres de esposa, usava todo o demais tempo para oração e leituras espirituais, especialmente as Cartas de São Paulo. De tal forma era intensa a sua oração que frequentemente foi encontrada em estados de êxtase, particularmente durante a eucaristia ou durante conferências espirituais.
O seu culto foi confirmado pelo Papa Leão XII em 27 de Março de 1824 e sua Beatificação é oficializada em 1829.